# جاكوب لاتيمور
جاكوب لاتيمور (بالإنجليزية: Jacob Latimore)‏ هو مغني وممثل أمريكي، ولد في 10 أغسطس 1996 بميلواكي في الولايات المتحدة.

## أعمال

### أفلام
- (2014) جولة مع شرطي[5][6]
- (2014) عداء المتاهة[6][7][8]
- (2015) بلال
- (2016) جمال جانبي
- (2017) ديترويت

## وصلات خارجية
- جاكوب لاتيمور على موقع IMDb (الإنجليزية)
- جاكوب لاتيمور على موقع ألو سيني (الفرنسية)
- جاكوب لاتيمور على موقع أول موفي (الإنجليزية)
- جاكوب لاتيمور على موقع قاعدة بيانات الفيلم (الإنجليزية)
- جاكوب لاتيمور على موقع كينوبويسك (الروسية)